# Alex Varenne
Alex Varenne (Saint-Germain-au-Mont-d'Or, 29 de agosto de 1939-20 de octubre de 2020) fue un historietista francés especializado en el género erótico.

## Biografía
Luego de sus estudios en Lyon, Álex y su hermano mayor Daniel comenzaron a trabajar en la enseñanza, como profesores de artes plásticas.
No fue hasta 1979 que crearon su primera serie, Ardeur, que fue presentada a varias revistas, hasta que finalmente la vanguardista Charlie Mensuel se arriesgó a publicarla.
En 1985 y sobre un guion de su hermano Daniel Varenne, publicó L'Affaire Landscape. Paralelamente, también trabaja en L'Écho des savanes, consagrándose al erotismo con Carré noir sur dames blanches (1984), los tres volúmenes de la serie Erma Jaguar (1988-1992), Corps à corps (1987), Les Larmes du sexe (1989), Amours fous (1991), los porfolios Erotic Opera (1986) y Fragments érotiques (1993), y también Le Goût des femmes (2002). La mayoría de los títulos citados fueron publicados por Albin Michel.
Por otra parte y con la editora Casterman publicó novelas gráficas más ambiciosas, aunque también sensuales: Angoisse et Colère (1988, guion de Daniel Varenne según la novela Mars) y Gully Traver (1993).
En 2002, ilustró Les 12 Signes de l'amour de Brigitte Lahaie junto a Ediciones Geisha, que también dio a difusión a Juliette et autres contes fripons en 1999, así como Yumi en 2000.
En 2007 publicó una recopilación de entrevistas, Itinéraire d'un libertin.

## Valoración
Para Ignacio Vidal-Folch y Ramón de España, sus historietas eróticas carecen del interés de las que realiza en colaboración con su hermano.

## Ediciones en otros idiomas
En español, La Cúpula ha editado su obra más erótica. En Brasil fue publicada por Martins Fontes en la colección Opera Erótica.